# 金丝李
金丝李（学名：Garcinia paucinervis）为金丝桃科藤黄属的植物，为中国的特有植物。分布于中国大陆的云南、广西等地，生长于海拔300米至800米的地区，多生长于石灰岩山较干燥的疏林及密林中，目前尚未由人工引种栽培。

## 别名
埋贵（广西龙州壮语）、米友波（那坡壮语）、哥非力郎（都安壮语）